# Slaughter Lord
Slaughter Lord war eine australische Death- und Thrash-Metal-Band aus Sydney, die im Jahr 1985 unter dem Namen Onslaught gegründet wurde, sich daraufhin in Devastator umbenannte und sich nach der erneuten Umbenennung im Jahr 1987 auflöste.

## Geschichte
Die Band wurde im Mai 1985 vom Schlagzeuger Steve Hughes unter dem Namen Onslaught gegründet. Da es jedoch bereits eine gleichnamige englische Thrash-Metal-Band gab, benannte sich die Band bald in Devastator um, ehe sie sich für den Namen Slaughter Lord entschied. Neben Hughes bestand die Gruppe aus dem Gitarristen Mick Burke, dem Bassisten Tony Noel, dem Gitarristen Sandy Vahdanni und dem Sänger Colin Butcher. Letzterer wurde kurzzeitig durch Claws Mayhem ersetzt, bevor dieser nach wenigen Wochen die Band ebenfalls wieder verließ. Während Noel nun zusätzlich den Gesang übernahm, wurde Gitarrist Vahdanni durch Anton Vazquez ersetzt. Vahdanni sollte später Sadistik Exekution beitreten. Im Februar 1986 hielt die Band ihren ersten Auftritt ab und nahm ihr erstes Demo Taste of Blood auf. Es folgten weitere Auftritte zusammen mit Mortal Sin und Massappeal. Im Jahr 1987 löste sich die Band wieder auf. Im Jahr 1998 veröffentlichte Invictus Productions die Kompilation Thrash 'Til Death 86-87. In ihrer Karriere spielte die Band nur etwa 20 Konzerte, die meisten davon in Sydney. Neben den Demoveröffentlichungen und der Kompilation ist noch eine Split-Veröffentlichung mit Morbid Angel im Umlauf, die jedoch als Bootleg gehandelt wird.

## Bedeutung
Die Encyclopedia of Australian Heavy Metal zählte die Band neben Mortal Sin zu den ersten australischen Extreme-Metal-Bands. Auch die Gruppe Gospel of the Horns zählt die Band zusammen mit Corpse Molestation/Bestial Warlust, Sadistik Exekution, Necrotomy, Acheron, Hobbs’ Angel of Death und Mortal Sin zu den frühen australischen Vertretern im extremen Metal-Bereich. Athenar von der Band Midnight zählte Slaughter Lord neben Hobbs’ Angel of Death, Taipan, Rose Tattoo, X, Fun Things, Razar, The Angels und Sadistik Exekution zu den bekannteren australischen Bands. Erik Danielsson von Watain nannte die Band neben Mortal Sin, Bestial Warlust, Spear of Longinus, Martire und Sadistik Exekution einen wichtigen Teil der alten australischen Metal-Szene. Zudem gibt er Slaughter Lord als für die Mitglieder von Watain wichtige Gruppe neben Bands wie Bathory, Dissection, alten Samael, Blasphemy und Mortuary Drape an. Auch K.K. Warslut von Deströyer 666 zählte die Band neben Bands wie Hobbs’ Angel of Death, Mortal Sin, Sadistik Exekution, Disembowelment und Incubus zu den ersten australischen Extreme-Metal-Vertretern. Thornspawn, Undead Creep, Dissection, und Hellish Crossfire zählen Slaughter Lord zu ihren Einflüssen. Die Band Ocean of Zero erachtete Slaughter Lord als wichtig für die australische Metal-Szene, während Luxi von metal-rules.com die Band als Veteranen des Thrash Metals bezeichnete. Mat Maurer von Mortal Sin fand, dass Slaughter Lord neben seiner Band die einzige australische Thrash-Metal-Band in den Anfangstagen gewesen sei. Im selben Interview bezeichnete Interviewer David Laszlo die Gruppe zudem als Kult-Band. Chris Volcano von Abominator nannte die Band in einem Atemzug zusammen mit Sadistik Exekution und Bestial Warlust und bezeichnete diese als Pioniere. Ares Kingdom coverte Slaughter Lord auf ihrem Album Veneration, auf dem die Band ausschließlich verschiedene Künstler coverte, und auch At the Gates coverte die Band in einem Bonuslied auf der Wiederveröffentlichung von Slaughter of the Soul. Zudem findet die Band auch in der Dokumentation Metal Down Under Erwähnung. Schlagzeuger Steve Hughes selbst sagte aus, dass Slaughter Lord die erste Thrash-Metal-Band Australiens war. Auch Fenriz von Darkthrone äußerte sich positiv zu Slaughter Lord.

## Stil
In einem Interview gab Steve Hughes an, dass die Band vor allem durch Slayers Hell Awaits, Sodom und Exodus inspiriert wurde, schnellere und extreme Stücke zu spielen. Als Einflüsse gab er Gruppen wie Cryptic Slaughter, Vehement, Napalm Death, frühe Morbid Angel und frühe Sodom als Einflüsse an. In einem Interview mit voicesfromthedarkside.de gab Hughes zudem Gruppen wie Metallica und Kreator als Haupteinflüsse an. Durch Mick Burkes großen Bruder kam die Band zudem mit Gruppen wie Van Halen und Judas Priest in Kontakt und wurde vor allem auch durch Venoms Welcome to Hell beeinflusst. Metalion ordnete die Band auf Taste of Blood dem Death Metal zu und hörte klangliche Parallelen zu Kreator heraus. metal.de ordnete die Kompilation Thrash 'til Death 86-87 dem Thrash Metal zu und zog Vergleiche zu Bands wie Kreator und Dark Angel. Alexander Melzer von metal-observer.com hörte hierauf zudem Einflüsse aus dem Death Metal heraus.

## Diskografie
- 1986: Taste of Blood (Demo, Eigenveröffentlichung)
- 1986: Demo 86 (Demo, Eigenveröffentlichung)
- 1986: Rehearsal Demo 86 (Demo, Eigenveröffentlichung)
- 1998: Thrash ’til Death 86-87 (Kompilation, Invictus Productions)